# Kundl
Kundl  är en ort och kommun i distriktet Kufstein i förbundslandet Tyrolen i Österrike. Kundl ligger längs floden Inn.
Kommunen består av tre orter (Ortschaften) (inom parentes invånarantal 1 januari 2024):
- Kundl (4 224)
- Liesfeld (677)
- Saulueg (52)